# Moreira de Cónegos
Moreira de Cónegos és una freguesia portuguesa del municipi de Guimarães, amb 4,72 km² d'àrea i 4.853 habitants (al cens del 2011). La densitat de població n'és de 1.028,2 hab/km².
La seu de la freguesia, la població homònima de Moreira de Cónegos, fou elevada a categoria de vila per la llei núm. 67/95 de 30 d'agost del 1995.

## Història
Moreira de Cónegos naix a l'època de l'ocupació romana, i potser algunes famílies cristianes sobrevisqueren als diversos períodes de les invasions històriques. Aquesta freguesia, fins al segle xvii, era coneguda com a Villa Cova de Moreira. Abans fou coneguda per Villa Cova, com descriu el primer escrit que se'n coneix, datat de març del 961, i també per Villa Moreira, i eren dues ‘villae’ diferents al mateix territori. L'any 1220, es va nomenar “Sam Paio de Villa Cova”. I abans del segle xviii aquesta denominació originà la designació més pròxima de l'actualitat, en què Moreira de Cónegos s'anomenà “S. Paio de Vila Cova de Moreira de Cónegos”. Freguesia inusual en la història, Vila Morária fou escenari de diferents batalles. Les incursions romanes crearen conflictes amb els pobles cristians i ací es va lluitar per la independència del Comtat Portugués. L'antagonisme contra els castellans provocà batalles per tal d'expulsar-los. El mateix succeiria després de les invasions franceses, en què Moreira de Cónegos queda marcada per la violència i supervivència. Sobre Vila Cova, al 961, “Adosinda, senyora de noble estirp social, llavors vídua de Rodrigo Mendes, fill de la comtessa Mumadona Dias, fundadora del monestir i del castell de Guimarães, donà a aquest monestir la "vila" denominada Vila Cova, (...) nom ara ignorat, comprenia llavors la part de dalt de la freguesia de Moreira de Cónegos, encara hui coneguda per Moreira de Cima”, com es llig en l'obra d'Hilário Oliveira da Silva sobre la freguesia. “L'any 968, el comte Gonçalo Mendes, cunyat de la referida Adosinda, donà al mateix monestir Vila Moreira, també situada al marge del riu Vizela, prop del lloc de Guimarães”. Aquesta terra morisca va pertànyer al patronat de la Colegiata de Guimarães, o sia, als clergues, i es designà per això en el registre parroquial com a Moreira dos Cónegos.

## Població
| Població de la freguesia de Moreira de Cónegos (1864 – 2011) | Població de la freguesia de Moreira de Cónegos (1864 – 2011) | Població de la freguesia de Moreira de Cónegos (1864 – 2011) | Població de la freguesia de Moreira de Cónegos (1864 – 2011) | Població de la freguesia de Moreira de Cónegos (1864 – 2011) | Població de la freguesia de Moreira de Cónegos (1864 – 2011) | Població de la freguesia de Moreira de Cónegos (1864 – 2011) | Població de la freguesia de Moreira de Cónegos (1864 – 2011) | Població de la freguesia de Moreira de Cónegos (1864 – 2011) | Població de la freguesia de Moreira de Cónegos (1864 – 2011) | Població de la freguesia de Moreira de Cónegos (1864 – 2011) | Població de la freguesia de Moreira de Cónegos (1864 – 2011) | Població de la freguesia de Moreira de Cónegos (1864 – 2011) | Població de la freguesia de Moreira de Cónegos (1864 – 2011) | Població de la freguesia de Moreira de Cónegos (1864 – 2011) |
| ------------------------------------------------------------ | ------------------------------------------------------------ | ------------------------------------------------------------ | ------------------------------------------------------------ | ------------------------------------------------------------ | ------------------------------------------------------------ | ------------------------------------------------------------ | ------------------------------------------------------------ | ------------------------------------------------------------ | ------------------------------------------------------------ | ------------------------------------------------------------ | ------------------------------------------------------------ | ------------------------------------------------------------ | ------------------------------------------------------------ | ------------------------------------------------------------ |
| 1864                                                         | 1878                                                         | 1890                                                         | 1900                                                         | 1911                                                         | 1920                                                         | 1930                                                         | 1940                                                         | 1950                                                         | 1960                                                         | 1970                                                         | 1981                                                         | 1991                                                         | 2001                                                         | 2011                                                         |
| 867                                                          | 798                                                          | 931                                                          | 964                                                          | 1 122                                                        | 1 087                                                        | 1 604                                                        | 2 269                                                        | 2 794                                                        | 3 721                                                        | 4 160                                                        | 5 462                                                        | 5 994                                                        | 5 828                                                        | 4 853                                                        |

## Resultats electorals de la Junta de Freguesia
| Partits      | %    | M    | %    | M    | %    | M    | %    | M    | %    | M    | %    | M    | %    | M    | %    | M    | %    | M    | %    | M    | %    | M    |
| Partits      | 1976 | 1976 | 1979 | 1979 | 1982 | 1982 | 1985 | 1985 | 1989 | 1989 | 1993 | 1993 | 1997 | 1997 | 2001 | 2001 | 2005 | 2005 | 2009 | 2009 | 2013 | 2013 |
| ------------ | ---- | ---- | ---- | ---- | ---- | ---- | ---- | ---- | ---- | ---- | ---- | ---- | ---- | ---- | ---- | ---- | ---- | ---- | ---- | ---- | ---- | ---- |
| FEPU/APU/CDU | 35,7 | 3    | 30,4 | 4    | 25,4 | 3    | 23,1 | 2    | 34,6 | 4    | 14,6 | 1    | 21,3 | 2    | 20,3 | 2    | 47,0 | 5    | 16,3 | 1    | 22,8 | 2    |
| PS           | 31,8 | 3    | 33,3 | 4    | 42,4 | 6    | 30,0 | 3    | 40,9 | 4    | 66,0 | 7    | 48,7 | 5    | 46,6 | 5    | 36,0 | 3    | 70,6 | 8    | 64,1 | 6    |
| CDs-PP       | 18,3 | 2    |      |      |      |      | 34,7 | 3    | 5,6  |      | 1,9  |      | 3,6  |      |      |      | 2,7  |      |      |      |      |      |
| PPD/PSD      | 11,1 | 1    |      |      |      |      | 10,0 | 1    | 17,2 | 1    | 15,7 | 1    | 24,6 | 2    | 15,1 | 1    | 12,0 | 1    | 8,6  |      |      |      |
| AD           |      |      | 34,3 | 5    | 29,1 | 4    |      |      |      |      |      |      |      |      |      |      |      |      |      |      |      |      |
| IND          |      |      |      |      |      |      |      |      |      |      |      |      |      |      | 16,4 | 1    |      |      |      |      |      |      |
| PSD-CDs-MPT  |      |      |      |      |      |      |      |      |      |      |      |      |      |      |      |      |      |      |      |      | 9,6  | 1    |